# تران منه كوانغ
تران منه كوانغ (بالفيتنامية: Trần Minh Quang)‏ هو لاعب كرة قدم فيتنامي في مركز حراسة المرمى، ولد في 19 أبريل 1973 في كوي نهون ‏ في فيتنام. شارك مع منتخب فيتنام لكرة القدم. أما مع النوادي، فقد لعب مع نادي بيكامكس بين دونغ.

## وصلات خارجية
- تران منه كوانغ على موقع الاتحاد الدولي (مؤرشف)  (الإنجليزية)
- تران منه كوانغ على موقع قاعدة بيانات كرة القدم.إي يو (الإنجليزية)